# Бог не любовь
«Бог не любовь: Как религия всё отравляет» (дословно: «Бог не великий: Как рели́гия всё отравляет», англ. God Is Not Great: How Religion Poisons Everything) — книга американского журналиста и публициста Кристофера Хитченса, опубликованная в США в 2007 году.

## Основные идеи
В этой книге Хитченс подвергает острой критике религию и в частности утверждает, что религия пропагандирует насилие, нетерпимость, расизм, фанатизм, предубеждённость и поддерживает невежество человечества. Он также рассматривает конкретные факты из Библии и подвергает их критике, опираясь на примеры из современной жизни, научные факты и публикации. В своей критике религии Хитченс выделяет несколько, по его мнению, фундаментальных недостатков религии, а именно:
- религия целенаправленно искажает представление человечества об окружающем мире и Вселенной;
- религия требует подчинения человеческой природы надуманным вредным нормам и правилам;
- религия порождает насилие, подавляет стремление человека к свободе;
- религия враждебно относится к рациональной оценке событий и требует слепой веры.

В результате Хитченс приходит к выводу, что в XXI веке человечеству снова нужна эпоха Просвещения, чтобы критично оценить роль религии в обществе и ограничить её влияние.

## Критика
Теолог Дэвид Харт в журнале First Things писал:
Хитченсова «Бог не любовь» не подаёт никаких признаков того, что им высказано нечто незаурядное, кроме бесшабашного бурлеска, при полном отсутствии логической выстроенности и научной строгости. Его единичные метания в сторону философских доводов показывают не только, что он полез не в свою область, но также и то, он просто не вникает в каждый из них.
Более того, Харт замечает, что даже в простых исторических и текстологических вопросах
…книга Хитченса испещрена ошибками, что сразу же широко бросается в глаза.
Профессор истории мормонского Университета Бригама Янга Уильям Хэмблин в объёмной рецензии пришёл к выводу:
Совершенно ясно, что понимание Хитченсом библеистики оставляет желать лучшего. Он систематически искажает то, о чём говорится в Библии, упускает контекст библейского повествования в его историческом содержании, подразумевает единодушие библеистов в наиболее спорных вопросах и не предоставляет никаких доказательств альтернативных научных мнений, или даже признания существования таковых… Уровень познаний Хитченса в Библии равен уровню нерадивого студента. Его суждения по данным вопросам не стоит воспринимать всерьёз, и, разумеется, не должны рассматриваться в качестве достаточных оснований для отказа от веры в Бога.
Профессор исламоведения и арабистики того же университета Дэниел Петерсон в пространном эссе выступил с жёсткой критикой точности изложения:
Книга […] изобилует ошибками, и бросающиеся в глаза ошибки, всегда-всегда в пользу Хитченса… Это не спорные факты или вызвавшие у меня сомнение, а проверка, показавшая, что Хитченс не прав. Каждый раз.
Питер Берковитц из Гуверовского института (с которым сам Хитченс был связан), на утверждение Хитченса о том, что «все попытки примирить веру с наукой и разумом обречены на провал и насмешки», привёл высказывание уважаемого Хитченсом палеонтолога Стивена Гулда, который со ссылкой на ряд учёных с религиозным мировоззрением писал: «Либо половина моих коллег неисправимо глупы, либо теория эволюции полностью совместима с обычными религиозными убеждениями — и в равной мере совместима с атеизмом».
Известный публицист консервативного толка Росс Даусет, в свою очередь, замечает:
Доводы Хитченса анекдотичны, и в лучшем случае он постольку убедителен, поскольку дотошен […] Можно бы было закрыть глаза на краткость книги и широту её охвата и обычную дань моде, с которой он продвигает свои более чем спорные утверждения. Но искусство краткости нужно оттачивать и совершенствовать, тогда как Хитченсу удаётся одновременно быть и немногословным, и неряшливым.
Обозреватель Том Пятак (Piatak) в своей рецензии в Taki's Magazine пришёл к выводу:
Хотя книга Хитченса живо и хорошо написана, она чудовищно грешит многими риторическими увёртками и подтасовками.

## Продажи
Книга была опубликована 1 мая 2007 и в течение одной недели заняла второе место в списке бестселлеров Amazon (вслед за Гарри Поттер и Дары Смерти), и первое место в списке бестселлеров New York Times.